# La grande truffa
La grande truffa (titolo originale The Rooster bar) è un romanzo dello scrittore statunitense John Grisham del 2017.

## Trama
Mark Frazier, Todd Lucero e Zola Maal sono studenti della Foggy Bottom Law School di Washington, ognuno alle prese con i propri problemi familiari: il fratello di Mark è prossimo a una condanna per spaccio e suo padre ha abbandonato la famiglia, Todd preferirebbe gestire un proprio bar anziché studiare legge, incontrando però l'opposizione del padre, e Zola è figlia di immigrati clandestini dal Senegal. Tutti i tre giovani sono inoltre gravati da un ingente debito universitario (circa duecentomila dollari a testa) e dall'imminente esame di abilitazione alla professione di avvocato; le speranze di passarlo sono poche, dal momento che la preparazione data dalla Foggy Bottom è palesemente lacunosa. 
Il loro amico Gordon Tanner, sofferente di disturbo bipolare, anch'egli gravato dai debiti e prossimo al matrimonio con la fidanzata di sempre, Brenda, nonostante la sua relazione segreta con Zola, spiega loro come il miliardario Hinds Rackley, patron della loro scuola di legge, sia a capo di un'organizzazione di studi legali e società di prestiti che forma avvocati mediocri, opprimendoli con i debiti universitari e poi costringendoli ad accettare modesti impieghi presso avvocati a lui associati. A causa della propria patologia e della sua decisione di interrompere l'assunzione dei farmaci, Gordon viene prima trovato al volante in stato di ebbrezza, e la notte seguente si toglie la vita gettandosi nel fiume Potomac.
I tre amici, depressi e provando rimorso per non averlo aiutato a sufficienza, vengono colpevolizzati dalle famiglie di Gordon e di Brenda. Inoltre, Mark viene licenziato dallo studio legale presso cui svolgeva uno stage e la famiglia di Zola viene arrestata ed espulsa.
Mark e Todd, alla ripresa delle lezioni dell'ultimo semestre, abbandonano l'università, creano delle nuove identità false e creano uno studio legale "fasullo", che si occupa di casi minori come la guida in stato di ebbrezza: l'idea infatti viene loro ricordando l'avvocato che aveva avvicinato Gordon per tentare di farsi assumere, approfittando della sua situazione. Lo studio viene però a contatto con il caso di Ramon, il cui figlio morì due giorni dopo il parto per le negligenze del personale medico durante il travaglio, causando in seguito il divorzio tra Ramon e la moglie Asia. I tre sedicenti avvocati non si accorgono che è appena scattata la prescrizione, pur avendo richiesto la consulenza di un perito e dell'avvocato Jeffry Corbett, specializzato in casi di malasanità; nel frattempo, anche Asia vuole un risarcimento. L'inganno dei tre giovani viene quindi a galla: Mark e Todd vengono arrestati e poi rilasciati su cauzione, mentre Zola si è recata in Senegal dopo che la sua famiglia è stata rimpatriata. 
Nel frattempo, Mark e Todd avevano aderito, usando centinaia di identità fasulle, a una class action contro la Swift Bank, rea di pratiche commerciali scorrette verso i propri clienti; incontrando Rackley fingendosi giornalisti, lo inducono a far erogare i risarcimenti, minacciando di rivelare alla stampa i suoi rapporti immorali con le scuole di legge e le società offshore. La Swift Bank cede e i pagamenti vengono effettuati prima che l'FBI richieda un blocco delle transazioni. Mark e Todd raggiungono Zola in Senegal, dove tutti ottengono delle nuove identità; Zola resterà con la famiglia, mentre i due apriranno un bar a Saint Louis.

## Edizioni
- John Grisham, La grande truffa, traduzione di Luca Fusari, I edizione, Mondadori, 2018, ISBN 9788804685579, OCLC 1086266656.